# TRPV5
An Error has occurred retrieving Wikidata item for infobox
TRPV5（transient receptor potential cation channel subfamily V member 5）は、ヒトではTRPV5遺伝子によってコードされているカルシウムチャネルタンパク質である。

## 機能
TRPV5はTRPファミリー、TRPVサブファミリーのメンバーである。TRPV5はカルシウム選択性チャネルであり、6個の膜貫通領域、複数の推定リン酸化部位、N-結合型グリコシル化部位、5個のアンキリンリピートが存在する。このタンパク質はホモ四量体またはヘテロ四量体を形成し、細胞内低カルシウム濃度によって活性化される。
TRPV5とTRPV6はどちらも腎臓と腸管の上皮細胞に発現しているチャネルである。TRPV5は主に腎上皮細胞に発現してCa2+の再吸収に重要な役割を果たしているのに対し、TRPV6は主に腸管上皮に発現している。α-KlothoはTRPV5を安定化することで腎臓でのカルシウムの再吸収を高める。Klothoはシアル酸を除去することでTRPV5を活性化するβ-グルクロニダーゼ様酵素である。

## 臨床的意義
通常、腎臓で血液から濾過されたCa2+の95%から98%は腎臓の尿細管でTRPV5を介して再吸収される。マウスではTRPV5の遺伝的欠失によって尿中へのCa2+の喪失が引き起こされ、副甲状腺機能亢進症や骨量の減少が引き起こされる。
TRPV5のミスセンス不活性化変異を有する家系において、常染色体潜性型の高カルシウム尿症が記載されている。この変異はp.(Val598Met)と呼ばれるもので、チャネルポアのゲート機能、組み立て、タンパク質のフォールディングを制御していると考えられる膜貫通ヘリックス領域に影響が生じる。

## 阻害剤
- エコナゾール（英語版）はTRPV5とTRPV6の双方に対してμMオーダーのIC50を有する弱い阻害剤として作用する。
- ZINC17988990（英語版）はTRPV5の強力かつ選択的な阻害剤であり（IC50 = 177nM）、TRPV6や他のTRPVチャネルよりもTRPV5への良好な選択性を有する[8]。

## 相互作用
TRPV5はS100A10と相互作用することが示されている。

## 関連文献
- “Functional properties of the epithelial Ca2+ channel, ECaC”. General Physiology and Biophysics 20 (3):  239–53. (September 2001). PMID 11765215.
- “Role and regulation of TRP channels in neutrophil granulocytes”. Cell Calcium 33 (5–6):  533–40. (2004). doi:10.1016/S0143-4160(03)00058-7. PMID 12765698.
- “TRPV5 and TRPV6 in Ca(2+) (re)absorption: regulating Ca(2+) entry at the gate”. Pflügers Archiv 451 (1):  181–92. (October 2005). doi:10.1007/s00424-005-1430-6. PMID 16044309.
- “TRPV5, the gateway to Ca2+ homeostasis”. Transient Receptor Potential (TRP) Channels. Handbook of Experimental Pharmacology. 179. (2007). pp. 207–20. doi:10.1007/978-3-540-34891-7_12. ISBN 978-3-540-34889-4. PMID 17217059
- “Concerted action of associated proteins in the regulation of TRPV5 and TRPV6”. Biochemical Society Transactions 35 (Pt 1):  115–9. (February 2007). doi:10.1042/BST0350115. PMID 17233615.